# Liliana Fellner
Liliana Beatriz Fellner (nacida el 28 de abril de 1957) es una política y bioquímica argentina.
Perteneciente al Partido Justicialista. Ocupa el cargo de Senadora Nacional por la provincia de Jujuy dentro del bloque del Frente para la Victoria. Fellner se recibió de bioquímica en 1982 en la Universidad Nacional de Tucumán. Además obtuvo otros posgrados.

## Biografía
Fellner nació el 28 de abril en la ciudad de San Salvador de Jujuy. 
En 1976 recibe su diploma de Bachiller en el Instituto Santa Bárbara. En 1982 se recibe de bioquímica en la Facultad de Bioquímica, Química y Farmacia de la Universidad Nacional de Tucumán. Entre 1985 y 1990 trabajó en la dirección de Bioquímica del Ministerio de Bienestar Social de la Provincia de Jujuy. Desde 1992 es perito ante el Superior Tribunal de Justicia de Jujuy.
Es miembro de la Mesa Directiva del Parlamento Latinoamericano (PARLATINO), ocupa el cargo de Secretaria de Comisiones. Elegida en Asamblea por los países que conforman dicho Organismo Regional.
Preside las Comisiones en el Senado de la Nación de De Sistemas, Medios De Comunicación Y Libertad De Expresión y Bicameral Permanente De Promoción Y Seguimiento De La Comunicación Audiovisual - Ley 26.522, Art.18.
En 1999, asume como secretaria de Cultura y Turismo de la Provincia de Jujuy. Durante su gestión se postuló a la Quebrada de Humahuaca como Patrimonio de la Humanidad, declarada como tal, el 2 de julio del 2003 por la UNESCO.
En el año 2010, presentó en el Senado de la Nación Argentina, el proyecto de Declaración Adhiriendo al Día Internacional de la Prevención del Suicidio, aprobado el 08-09-2010
Liliana Fellner fue autora de la ley Ley de Paridad de Género en Ámbitos de Representación Política que establece que las listas de candidatos al Congreso de la Nación (diputados y senadores) y al Parlamento del Mercosur deben ser realizadas "ubicando de manera intercalada a mujeres y varones desde el/la primer/a candidato/a titular hasta el/la último/a candidato/a suplente"..
El objetivo de la ley es garantizar que exista paridad de género en los órganos legislativos, buscando que la cantidad de personas de los géneros femenino y masculino en dichos cuerpos sea aproximadamente la misma. La ley se apoya en el principio de participación equivalente por género, con fundamento en el marco básico de los derechos humanos, siendo parte de las reivindicaciones del movimiento feminista. 